# Бобен, Филипп
Филипп Бобен (фр. Philippe Bobin; род. 24 января 1955, Париж) — французский легкоатлет, специалист по многоборьям. Выступал за сборную Франции по лёгкой атлетике в 1970-х годах, обладатель серебряной медали Всемирной Универсиады, победитель и призёр ряда крупных международных турниров, участник летних Олимпийских игр в Монреале.

## Биография
Филипп Бобен родился 24 января 1955 года в Париже, Франция. Занимался лёгкой атлетикой в парижском клубе US Métro.
Первого серьёзного успеха в десятиборье добился в сезоне 1975 года, когда одержал победу на домашних соревнованиях в Париже, набрав в сумме 7745 очков. Будучи студентом, представлял Францию на Всемирной Универсиаде в Риме — здесь набрал 7567 очков и завоевал серебряную награду, уступив только титулованному австрийцу Зеппу Цайльбауэру.
В 1976 году отметился победой на соревнованиях в коммуне Пюльверсайм (7770). Благодаря череде успешных выступлений удостоился права защищать честь страны на летних Олимпийских играх в Монреале — в программе десятиборья набрал 7580 очков, расположившись в итоговом протоколе соревнований на 14-й строке.
В 1977 году выиграл серебряную медаль на турнире в Монтаржи (7751), показал 16-й результат на Кубке Европы по легкоатлетическим многоборьям в Лилле (7608), тогда как на Всемирной Универсиаде в Софии досрочно завершил выступление после первого соревновательного дня, не показав итогового результата.
В 1981 году одержал победу в прыжках с шестом на домашнем турнире в коммуне Комб-ла-Виль.